# Mai Yamane
Mai Yamane (山根 麻以, Yamane Mai, nascida em 9 de outubro de 1958 em Izumo) é uma cantora japonesa, conhecida por seu trabalho na trilha sonora de Cowboy Bebop com Yoko Kanno e seu hit dos anos 1980 Tasogare.

## Carreira

### Ínicio da carreira
A carreira de Mai começou em 1979, quando participou e ganhou o prêmio do Cocky Pop da Yamaha Music Foundation, um concurso para jovens cantores no Japão. A partir daí, ela estreou em 1979 com o single Gozen Reiji (午前０時). Um ano depois, ela lançou seu primeiro álbum de estúdio, Tasogare (1980). Ela seguiu com álbuns como The Day Before Yesterday (1984), Flying Elephants (1985), Embassy (1986), Woman Tone (1988) e 1958 (1989). Yamane também colaborou com muitos artistas, como por exemplo, em 1993, quando trabalhou no projeto Yamane Mai Kubota Haruo Unit com Haruo Kubota. No mesmo ano, ela começou a trabalhar com Yoko Kanno em trilhas sonoras de anime.
Em 1995 começou a tocar com New Archaic Smile (NAS), banda japonesa onde Mai Yamane era a vocalista. Os outros integrantes da banda eram a irmã de Mai, Eiko Yamane (que também era a vocalista do UGUISS ), o irmão Satoru Yamane, Satoshi Sano e Atsushi Sano. 

### Carreira posterior
Em 1997, o single Futsuu no Uta foi lançado em colaboração com June Chiki Chikuma. Yamane gravou mais três álbuns com New Archaic Smile: Kin no Himo em 2001, Yasashii kimochi em 2003 e Yakitori no uta em 2004. No mesmo ano ela se mudou de Tóquio para perto do Monte Fuji e se tornou uma musicista independente. 
Yamane esteve sempre realizando apresentaçõrs ao vivo, como em 2000 no festival Inochi no Matsuri, em Nagano, um concerto em Paris em 2002, no evento Global Village durante a Expo 2005 em Aichi, e em 2007 em Seul, como membro da equipe de Yoko Kanno. Em 2001, ela mudou os kanjis de seu nome de 山根 麻衣 (Yamane Mai) para 山根 麻以 (Yamane Mai).  Em 2011, adotou o nome artístico de a-sha (アーシャ).
Em 2017, sua canção "Tasogare" ganhou atenção à medida que o gênero musical dos anos 70 City pop despertou interesse novamente, levando até mesmo a samples em gêneros como o Vaporwave. Em 2019, o produtor Pierre Bourne e os artistas de hip hop Young Nudy e Playboi Carti usaram uma amostra da música em sua faixa inédita " Pissy Pamper". Uma versão vazada da canção liderou a parada do Spotify US Viral 50 antes de ser retirada.

## Vida pessoal
Em 1996, se casou com Takao Yamada (山田 孝男), um dos principais autores de meditação no Japão. Trabalhou como assistente em seus seminários até a morte dele em 2003.

## Discografia
- Tasogare (1980)
- Sorry (1981)
- Will (1982)
- The Day Before Yesterday (1984)
- 月光 浴(1984)
- Flying Elephants (1985)
- Embassy (1986)
- Best (1987)
- Woman Tone (1988)
- 1958 (1989)
- Mai Yamane and Haruo Kubota Unit (1993)
- Mai Yamane with New Archaic Smile (1997)
- Kin no Himo (2001)
- Yasashi Kimochi w/New Archaic Smile (2003)
- Mai Yamane the Celebrations, Inori no uta (2004)
- Mai Yamane and Visions, Bird of Paradise (2007)
- Kimi-wo-aishiteru Kagayaki-no-oto (2007)
- A-sha Freedoms (lançamento especial de duas músicas, 2012)